# 輝有子
輝 有子（きい ゆうこ、旧芸名吉井 有子 1978年9月18日 - ）は、日本の女優。群馬県出身。文学座付属演劇研究所卒業。
レディバード所属。6年間の休業期間を経て2018年よりレディバード所属で女優復帰。

## 出演

### 映画
- 魂萌え!（2007年）
- 東京タワー 〜オカンとボクと、時々、オトン〜（2007年）
- HERO（2007年）
- 歓喜の歌（2008年） - みたま文化会館・売店の女性 役
- カメレオン（2008年）
- のんちゃんのり弁（2009年）
- まほろ駅前多田便利軒（2011年）
- 渇愛の果て、（2020年7月17日）
- ゾッキ（2021年4月2日）
- プリズナーズ・オブ・ゴーストランド（2021年10月8日）
- エッシャー通りの赤いポスト（2021年12月25日）
- MIRRORLIAR FILMS Season3『ママ イン ザ ミラー 』（2022年5月6日）
- シンデレラガール（2023年11月18日） - 佐々木多佳子 役[2]
- 渇愛の果て、（2024年5月18日） - 清水香苗 役[3]
- 逃走（2025年3月公開予定）[4]
- 囁きの河（2025年7月11日） - 佐伯真澄 役[5]

### テレビドラマ
- クライマーズ・ハイ 第1部（2005年12月10日、NHK）
- 相棒 season5 第10話「名探偵登場」（2006年12月13日、テレビ朝日）- 篠崎敏江（組長の愛人・謎の女性）役
- 風林火山 第23話（2007年6月10日、NHK総合）- 風魔 役
- 陽炎の辻〜居眠り磐音 江戸双紙〜 第1話（2007年7月19日、NHK]）- 女郎 役
- 松本清張スペシャル・殺人行おくのほそ道（2007年12月7日、フジテレビ）- フロント 役
- 外事警察 第1話（2009年11月14日、NHK）- 看護師 役
- 土曜ワイド劇場 「さすらいの女弁護士 山岸晶」（2010年7月24日、テレビ朝日）‐ 橘百合 役
- 大阪ラブ&ソウル（2010年11月6日、NHK総合）- 金田宏美 役
- スクール!!（2011年1月 - 3月、フジテレビ）- 西園寺綾 役
- 境遇（2011年12月3日、朝日放送）
- 100の資格を持つ女〜ふたりのバツイチ殺人捜査〜6（2012年6月16日、テレビ朝日系）- 加藤玲子 役
- ハラスメントゲーム 第3話（2018年10月29日、テレビ東京）- 戸塚敬子 役
- ウルトラマンタイガ 第4話（2019年7月27日、テレビ東京）- 公園の母親 役
- 名もなき復讐者_ZEGEN#テレビドラマ 第4話（2019年9月19日、関西テレビ）
- 孤独のグルメ Season8 第10話 （2019年12月7日、テレビ東京） - 客 役
- 悪女（わる）働くのがカッコ悪いなんて誰が言った? 第8話（2022年6月1日、日本テレビ）- バスの乗客 役
- つまらない住宅地のすべての家（2022年10月10日 - 、NHK総合）- 長谷川静美 役
- どうする家康（2023年） - おたか 役

### 配信
- 野武士のグルメ（2017年3月17日、Netflix）
- 緊急事態宣言 第2話「孤独な19時」（2020年8月28日、Amazon Prime Video）

### 舞台
- トムプロジェクトプロデュース「夏きたりなば」（2003年、本多劇場）
- 狐狸狐狸ばなし（2004年、本多劇場）
- 帰郷（2004年、紀伊國屋ホール）
- 火焔太鼓～お殿様一生一度の恋患い（2005年、明治座）
- 帰ってきた浅草パラダイス（2009年、新橋演舞場）
- 下町のヘップバーン (2019年)
- 野生児童第7弾 配信型 演劇・トークイベント｢ 渇愛の果て、｣(2020年）
- ボノボたち(2020年、シアターX(カイ))
- VR演劇「僕はまだ死んでない」(2021年・2022年)
- 走れメロス（2022年、森ノ宮ピロティホール他）